# Núcleo parabraquial
Los núcleos parabraquiales, también conocidos como complejo parabraquial, son un grupo de núcleos en el puente troncoencefálico que rodean el pedúnculo cerebeloso superior cuando entra en el tronco cerebral desde el cerebelo. Se denominan con el término latino para el pedúnculo cerebeloso superior, el brachium conjunctivum. En el cerebro humano, la expansión del pedúnculo cerebeloso superior expande los núcleos parabraquiales, que forman una fina franja de materia gris sobre la mayor parte del pedúnculo. Los núcleos parabraquiales se dividen típicamente, según lo sugerido por Baxter y Olszewski en los seres humanos, en un núcleo parabraquial medio y un núcleo parabraquial lateral. Estos a su vez se han subdividido en una docena de subnúcleos: los subnúcleos superior, dorsal, ventral, interno, externo y lateral extremo; el núcleo lateral en forma de media luna y el núcleo subparabraquial (núcleo Kolliker-Fuse) a lo largo del margen ventrolateral del complejo parabraquial lateral; y el subnúcleo medial y externo medial.

## Componentes
Los núcleos parabraquiales principales son el núcleo parabraquial medial, el núcleo parabraquial lateral y el núcleo subparabraquial. 
El núcleo parabraquial medial es uno de los tres núcleos principales en el área parabraquial en la unión del mesencéfalo y la protuberancia. Transmite información desde el área de sabor del núcleo del tracto solitario al núcleo ventral posteromedial del tálamo.
El núcleo parabraquial lateral es uno de los tres núcleos parabraquiales principales, ubicado en la unión del mesencéfalo y el puente de Varolio. Recibe información del tracto solitario caudal y transmite señales principalmente al hipotálamo medial, pero también al hipotálamo lateral y muchos de los núcleos a los que se dirige el núcleo parabraquial medial.
El núcleo subparabraquial, también conocido como núcleo de Kölliker-Fuse y núcleo reticular difuso, es uno de los tres núcleos parabraquiales entre el mesencéfalo y el puente troncoencefálico. El núcleo subparabraquial regula la frecuencia respiratoria. Recibe señales de la parte caudal y cardiorrespiratoria del núcleo solitario y envía señales al bulbo raquídeo inferior, la médula espinal, la amígdala y el hipotálamo lateral
Los núcleos parabraquiales reciben información aferente visceral de varias fuentes en el tronco encefálico, incluida una gran cantidad de información proveniente del núcleo solitario, que brinda información sobre el sabor e información sobre el resto del cuerpo. Los subnúcleos externos externo, dorsal, interno y superior también reciben información del asta dorsal espinal y trigeminal, principalmente relacionada con el dolor y otras sensaciones viscerales. Las salidas del núcleo parabraquial se originan a partir de subnúcleos específicos y sitios del cerebro anterior involucrados en la regulación autónoma, incluyendo el área hipotalámica lateral, ventromedial, dorsomedial y núcleos hipotalámicos arqueados, los núcleos preópticos medianos y laterales, la sustancia innominada, el ventroposterior, el talamolar parvicelular y el núcleo intralaminar talavicular, el núcleo central de la amígdala y la corteza insular e infralímbica. El núcleo subparabraquial y la media luna lateral envían eferentes al núcleo del tracto solitario, la médula ventrolateral y la médula espinal, donde se dirigen a muchos grupos de células respiratorias y autónomas. Muchas de estas mismas áreas del tronco encefálico y el prosencéfalo también envían eferentes al núcleo parabraquial.

## Función

### Excitación
Muchos subconjuntos de neuronas en el complejo parabraquial que se dirigen a grupos de células cerebrales o del cerebro anterior específicas contienen neuropéptidos específicos, y parecen llevar a cabo funciones distintas. Por ejemplo, una población de neuronas en el subnúcleo parabraquial lateral externo que contiene el péptido relacionado con el gen de la calcitonina neurotransmisora (CGRP) parece ser crítica para transmitir información sobre hipoxia o hipercapnia (p. Ej., Si uno respira con dificultades durante el sueño, como cuando se padece apnea del sueño ) a los sitios del prosencéfalo para despertar el cerebro y prevenir la asfixia.
Datos recientes indican que las neuronas glutamatérgicas en los núcleos parabraquial medial y lateral, junto con las neuronas glutamatérgicas en el núcleo tegmental pedunculopontino, proporcionan un nodo crítico en el tronco encefálico para producir un estado de vigilia. Las lesiones de estas neuronas causan un coma irreversible. 

### Control de azúcar en la sangre
Se ha descubierto que otras neuronas en el núcleo parabraquial lateral superior que contienen colecistoquinina previenen la hipoglucemia.

### Termorregulación
Otras neuronas en el núcleo parabraquial lateral dorsal que contienen dinorfina detectan la temperatura de la piel de las aferentes de la columna y envían esa información a las neuronas en el área preóptica involucradas en la termorregulación . Un estudio realizado en 2017 ha demostrado que esta información se transmite a través del núcleo parabraquial lateral en lugar del tálamo, lo que impulsa el comportamiento termorregulador.

### Gusto
Las neuronas parabraquiales en roedores que transmiten información del gusto al núcleo parvocelular (sabor) ventroposterior del tálamo son principalmente neuronas CGRP en el núcleo parabraquial medial externo y se proyectan predominantemente contralateralmente, así como un número menor en el núcleo lateral ventral, que se proyecta principalmente ipsilateralmente .
Las neuronas que median la sensación de picazón se conectan al núcleo parabraquial a través de las neuronas de proyección espinal glutamatérgicas. Esta vía desencadena el rascado en ratones.

### Placer
El núcleo parabáquico transmite señales relacionadas con la saciedad y el dolor a las regiones superiores del cerebro; cuando se inhibe, esto puede producir respuestas de "agrado" a ciertos estímulos placenteros, como el sabor dulce.